# La Dialectique du mythe

La Dialectique du mythe (Диалектика мифа) est un ouvrage philosophique d'Alexeï Lossev (1893-1988) rédigé entre 1927 et 1930 à Moscou. Il a d'abord échappé à la censure étatique, devant être publié en 1930 à compte d'auteur avec quelques additions. Pendant la préparation de la publication, l'auteur a été finalement arrêté sous l'accusation entre autres de répandre des écrits non soumis à la censure. La publication a été confisquée. Il n'a pu être édité qu'en 1990 à Moscou, à la fin de l'existence de l'URSS. Les additions n'ont été publiées qu'à partir de 1992.

## Thématique
L'ouvrage est consacré au mythe et à la mythologie. Lossev, après avoir analysé la compréhension du mythe, réfute les nombreux traités discourant sur le mythe pour en arriver à la conclusion que « le mythe est la mise en mots d'une histoire donnée merveilleuse concernant des individualités ». Sous le qualificatif de « merveilleux », Lossev comprend avant tout un début d'interprétation de l'individu, comme contrepoids à l'abstraction spéculative.
À la fin de l'ouvrage, Lossev se propose de passer à la description logiquement nécessaire (dialectiquement nécessaire selon l'expression de l'auteur) du tableau de la « mythologie absolue », grâce auquel il convient (selon les fragments d'additions qui nous sont parvenus) de comprendre le monde de l'ontologie chrétienne qui est fondé sur les conceptions de l'Antiquité.
C'est ainsi que Lossev déclare que la réalité vivante et authentique ne peut être appelée que mythe; et que le mythe absolu et parfait au sens plein du terme ne peut être qu'un : le monde de l'esthétique antico-chrétienne. L'auteur montre que, dans ses fondements, l'unité originelle de la conception du monde de l'Antiquité et du Moyen Âge s'oppose à celle de la Renaissance et de l'époque moderne. 
Le but ultime de la conception antique et médiévale est la glorification de Dieu, comme individualité unique et authentique, mythe qui signifie et qui existe par et comme réalité authentique. En revanche, selon Lossev les temps postérieurs ont pour but de « tuer le sens de Dieu et de prendre sa place ». Cette opinion, perçue comme s'opposant au matérialisme dialectique, lui vaut la déportation en camp de travail.

## Source
- (ru) Cet article est partiellement ou en totalité issu de l’article de Wikipédia en russe intitulé « Диалектика мифа » (voir la liste des auteurs).